# Московская биеннале современного искусства
Моско́вская биенна́ле совреме́нного иску́сства — международная выставка современного искусства, проходящая в Москве по нечётным годам начиная с 2005 года.

## Цели
Основными целями проекта являются:
- удовлетворение интереса российского общества к современной художественной культуре;
- укрепление статуса Москвы, как одной из культурных столиц мира, центра притяжения художественной общественности Восточной Европы, стран бывшего Советского Союза, Дальнего Востока и Центральной Азии,
- вхождение в единую сеть мировых художественных форумов: биеннале в Венеции (Италия), Сан-Паулу (Бразилия), Берлине (Германия), Кванджу (Ю. Корея), Стамбуле (Турция), общеевропейская «Манифеста», документа в Касселе (Германия), а также молодые Шанхайская биеннале (Китай) и триеннале в Иокогаме (Япония).

## Организаторы
Официально Московская биеннале была учреждена Министерством культуры в 2003 году в рамках Федеральной целевой программы «Культура России. 2001 — 2006 гг.», организаторами Первой биеннале выступили Министерство культуры, ФАКК и РОСИЗО. Начиная со второй биеннале к организаторам присоединился специально созданный под биеннале художественный фонд «Московская биеннале», а с 2009 года — правительство Москвы.
В 2016 году команда биеннале была переформатирована: позиция комиссара биеннале упразднена (при этом Иосифу Бакштейну было «выдано» звание «почётного комиссара Московской биеннале»), фонд «Московская биеннале» (работавший над 2-й, 3-й, 4-й, 5-й и 6-й биеннале) заменён на фонд «Биеннале современного искусства», сформирован Экспертный совет, объявлены планы по созданию Наблюдательного совета. Министерство культуры России и Правительство Москвы остались в числе организаторов биеннале.

## До биеннале
Идею создания Московской биеннале со второй половины 1990-х продвигали два российских куратора с международным именем — Иосиф Бакштейн и Виктор Мизиано, но ещё до открытия Первой биеннале между ними произошёл конфликт, в результате чего Виктор Мизиано полностью покинул проект.

## Первая биеннале (2005)
Первая Московская биеннале современного искусства проводилась в январе-феврале 2005 года. Всего в проекте приняли участие около сорока молодых художников из разных стран мира.
Комиссар биеннале — Евгений Зяблов. Председатель оргкомитета — Михаил Швыдкой.
Куратор-координатор: Иосиф Бакштейн.
Кураторы основного проекта: Иосиф Бакштейн, Даниель Бирнбаум, Ярослава Бубнова, Николя Буррио, Роза Мартинес и Ханс-Ульрих Обрист.
Тема биеннале — «Диалектика надежды». Ассоциированный с темой мыслитель — Борис Кагарлицкий.
Площадки основного проекта: бывший Музей В. И. Ленина, Музей архитектуры и станция метро «Воробьёвы горы».
Площадки специальных проектов: ГМИИ им. А. С. Пушкина, Третьяковская галерея, ЦДХ, MMoMA и Музейный центр РГГУ.
Специальные гости: Кристиан Болтански, Билл Виола и Илья Кабаков.
Начиная с первой же биеннале в параллельную программу стали включать практически все московские выставки современного искусства, совпавшие по времени, включая выставки в частных галереях.

## Вторая биеннале (2007)
Вторая Московская биеннале современного искусства проходила с 1 марта по 1 апреля 2007 года. В основном проекте (нескольких основных проектах) приняли участие 111 художников. Общая выставочная площадь составила около 10 000 квадратных метров.
Комиссар биеннале — Иосиф Бакштейн.
Кураторы основного проекта: Иосиф Бакштейн, Даниэль Бирнбаум, Ярослава Бубнова, Николя Буррио, Гуннар Кваран, Роса Мартинес, Ханс-Ульрих Обрист и Фулия Эрдемчи. Во Второй биеннале кураторы разбились на пять групп и создали пять отдельных экспозиций.
Общая тема пяти основных экспозиций (тема биеннале) — «Примечания: геополитика, рынки, амнезия».
Пять основных экспозиций:
- Иосиф Бакштейн, «Только примечания? Искусство в эпоху социального дарвинизма» (башня «Федерация»),
- Ярослава Бубнова, «История в настоящем времени» (башня «Федерация»),
- Николя Буррио, «Фонд ноль или Ледяная вода эгоистических подсчетов» (башня «Федерация»),
- Роза Мартинес и Фулия Эрдемчи, «После всего» (башня «Федерация» и Музей архитектуры),
- Даниель Бирнбаум, Гуннар Кваран и Ханс Ульрих Обрист, «Американское видеоискусство в начале третьего тысячелетия» (ЦУМ).

Площадки пяти основных экспозиций — башня «Федерация», ЦУМ и Музей архитектуры.
Специальные гости: Даррен Алмонд, ВАЛИ ЭКСПОРТ, Йоко Оно, Лука Панкрацци, Пипилотти Рист, Роберт Уилсон и Джефф Уолл.
Экспонаты проводившейся в рамках биеннале выставки «Соц-арт. Политическое искусство в России и Китае» в Третьяковской галерее были позже запланированы к показу 21 октября 2007 года в парижской галерее «Мезон Руж». Вывоз части работ, включая особо отмеченную министром культуры России фотографию «Эра милосердия» (группа «Синие носы»), был запрещён Министерством культуры.

## Третья биеннале (2009)
Третья Московская биеннале современного искусства проходила с 24 сентября по 1 ноября 2009 года и, благодаря площадке, оказалась наиболее посещаемой из всех Московских биеннале.
Комиссар биеннале — Иосиф Бакштейн.
Кураторы основного проекта — Жан-Юбе́р Марте́н и Оливье Варенн (сокуратор).
Тема биеннале — «Против исключения».
Площадка основного проекта: Центр современной культуры «Гараж».
Специальные гости: Энтони Гормли, Михаил Гробман, Бертран Лавье, Владимир Сычев, Владимир Тарасов, Люк Тюйманс, Ольга Чернышева.
Участники:
Марина Абрамович, Аджи В. Н., Юрий Альберт, Гада Амер, Эль Анацуи, Хосе Бедиа, Мишель Блази, Александр Бродский, Берлинде де Бруйкере, Фредерик Брюли Буабре, Кристоф Бюхель, Селест Бурсье-Мужено, Кун Ванмехелен, Станислав Волязловский, Эрвин Вурм, Альфредо Джаар, Стивен Дин, Ян Цзечан, Вим Дельвуа, Атул Додия, Анита Дюбе, Дмитрий Гутов, Роман Зигнер, Сэмюель Кане Квеи, Аниш Капур, Уильям Кентридж, Кимсуджа, Валерий Кошляков, Тони Крэгг, Жан-Жак Лебель, Хайнц Мак, Эстер Махлангу, Эрина Мацуи, Аннет Мессаже, Дорин Рид Накамарра, Анатолий Осмоловский, Павел Пепперштейн, Юлиус Попп, Маркус Рец, Синие носы, Хаим Сокол, Вольфганг Тильманс, Тунга, Спенсер Туник, Фиона Холл, Дмитрий Цветков, Иван Чуйков, Шери Шерен, Тихару Шиота, Йинка Шонибаре, Конрад Шоукросс, Герда Штайнер и Йорг Ленцлингер, Джейсон Шульман, Сунь Юань и Пэн Юй, Соити Ямагучи.

## Четвертая биеннале (2011)
Четвертая Московская биеннале современного искусства проходила с 22 сентября по 30 октября 2011 года. В основном проекте приняли участие 81 художник из 33 стран. Помимо этого было осуществлено 64 специальных проекта, часть из них — в Лондоне и Киеве.
Комиссар и художественный руководитель биеннале — Иосиф Бакштейн.
Куратор основного проекта — Петер Вайбель.
Тема биеннале — «Переписывая миры» — отражает феномен переосмысления и трансформации различных систем — от политических, экономических до культурных.
Площадки основного проекта: «Артплей» и ЦУМ.
Специальные гости: Уильям Кентридж, Яннис Кунеллис, Ирина Нахова, Бертран План и Семён Файбисович.

## Пятая биеннале (2013)
Проходила с 20 сентября по 20 октября 2013 года.
В основном проекте принимали участие 72 художника и творческих коллектива, включая творческий коллектив Вонгечи Муту.
Специально для биеннале было создано около 30 работ.
Комиссар биеннале — Иосиф Бакштейн.
Куратор основного проекта — Катрин де Зегер.
Тема биеннале — «Больше света». Ассоциированный с темой мыслитель — Михаил Бахтин.
Площадка основного проекта: Манеж.
Специальные гости: Джон Балдессари, Мирослав Балка, Эрвин Вурм, Вадим Захаров, Илья и Эмилия Кабаковы, а также Андрей Ройтер.

## Шестая биеннале (2015)
Проходила с 22 сентября по 1 октября 2015 года.
В основном проекте принимали участие 74 художника, творческих коллектива и лектора.
Комиссар биеннале — Иосиф Бакштейн.
Кураторы основного проекта — Барт де Баре (Bart de Baere), Дефне Айас и Николаус Шафхаузен.
Тема биеннале — «Как жить вместе? Взгляд из центра города в самом сердце острова Евразия».
Площадка основного проекта: ВДНХ, павильон № 1.
Специальные гости: Андрей Бартенев, Луиз Буржуа, Петер Вайбель, Иржи Давид, Аниш Капур, Александр Пономарев, Михаль Ровнер и Андрей Филиппов.

## Седьмая биеннале (2017)
Проходила с 19 сентября 2017 года по 18 января 2018 года.
Было заявлено об участии в основном проекте 52 художников либо творческих коллективов.
Куратор основного проекта — Юко Хасегава, она же арт-директор Музея современного искусства, Токио (MOT). Ассистент куратора — Сейха Куросава.
Должность комиссара биеннале с лета 2016 г. упразднена, теперь за организацию отвечают Экспертный совет (творческие решения) и фонд «Биеннале современного искусства».
Тема биеннале — «Заоблачные леса».
Площадка основного проекта: Новая Третьяковка на Крымском валу.
7-я биеннале стала первой Московской международной биеннале, у которой не было ни специальных проектов (только основной проект и параллельная программа), ни специальных гостей. Каталог биеннале был подготовлен, но так и не отпечатан.

## Восьмая биеннале (2019) и 2021 год
Основной проект (и единственный проект) «Ориентирование на местности» был показан в здании ГТГ на Крымском валу. Куратор — Дмитрий Черняков.  В том году вокруг биеннале вспых скандал, связанный с ее президентом Юлией Музыкантской и невыполнением ею обязательств.
В 2021 году девятая биеннале не проводилась.
В 2022 году выставку запретили к показу за три дня до официального открытия по причине несоответствия экспонатов выбранной для проведения площадке. 